# Isaiah Harris
Pour les articles homonymes, voir Harris.
Isaiah Harris (né le 18 octobre 1996) est un athlète américain, spécialiste du 800 m.
Son record personnel obtenu lors des Championnats des États-Unis d'athlétisme 2017 est de 1 min 44 s 53.